# Nuoto ai campionati europei di nuoto 2014 - 200 metri farfalla maschili
La gara dei 200 metri farfalla maschili degli Europei 2014 si è svolta il 20-21 agosto. Le qualifiche per la semifinale si sono svolte la mattina del 20 agosto 2014, mentre la semifinale si è svolta la sera dello stesso giorno. La finale, invece, si è svolta la sera del 21 agosto 2014.

## Medaglie
| Posizione | Atleta             | Paese     |
| --------- | ------------------ | --------- |
| Oro       | Viktor Bromer      | Danimarca |
| Argento   | Bence Biczó        | Ungheria  |
| Bronzo    | Paweł Korzeniowski | Polonia   |

## Record
Prima della manifestazione il record del mondo (RM), il record europeo (EU) e il record dei campionati (RC) erano i seguenti.
| Record mondiale       | 1'51"51 | Michael Phelps Stati Uniti | 29 luglio 2009 Roma, Italia          |
| Record europeo        | 1'52"70 | László Cseh Ungheria       | 13 agosto 2008 Pechino, Cina         |
| Record dei campionati | 1'54"38 | Paweł Korzeniowski Polonia | 21 marzo 2008 Eindhoven, Paesi Bassi |

Durante la competizione non sono stati migliorati record.

## Risultati

### Batterie
| Pos. | Batteria | Corsia | Atleta                 | Nazione       | Tempo   | Note |
| ---- | -------- | ------ | ---------------------- | ------------- | ------- | ---- |
| 1    | 2        | 4      | Viktor Bromer          | Danimarca     | 1'55"43 | Q    |
| 2    | 4        | 6      | Evgeny Koptelov        | Russia        | 1'56"37 | Q    |
| 3    | 3        | 4      | Bence Biczó            | Ungheria      | 1'56"63 | Q    |
| 4    | 3        | 5      | Louis Croenen          | Belgio        | 1'56"66 | Q    |
| 5    | 3        | 2      | Francesco Pavone       | Italia        | 1'57"15 | Q    |
| 6    | 2        | 6      | Matteo Pelizzari       | Italia        | 1'57"67 | Q    |
| 7    | 3        | 3      | Aleksandr Kudashev     | Russia        | 1'57"70 | Q    |
| 8    | 2        | 3      | Stefanos Dmitriadis    | Grecia        | 1'57"77 | Q    |
| 9    | 2        | 7      | Carlos Peralta Gallego | Spagna        | 1'57"78 | Q    |
| 10   | 2        | 5      | Cameron Brodie         | Gran Bretagna | 1'57"81 | Q    |
| 11   | 4        | 5      | Nikolai Skvortskov     | Russia        | 1'57"93 |      |
| 12   | 4        | 1      | Egon van der Straeten  | Belgio        | 1'58"11 | Q    |
| 13   | 3        | 7      | Alexandru Coci         | Romania       | 1'58"15 | Q    |
| 14   | 4        | 4      | Paweł Korzeniowski     | Polonia       | 1'58"29 | Q    |
| 15   | 3        | 6      | Jordan Coelho          | Francia       | 1'58"36 | Q    |
| 16   | 4        | 0      | Konstantinos Markozis  | Grecia        | 1'58"48 | Q    |
| 17   | 2        | 0      | Robert Žbogar          | Slovenia      | 1'58"55 | Q    |
| 18   | 4        | 3      | Velimir Stjepanović    | Serbia        | 1'58"60 |      |
| 19   | 1        | 4      | Nico van Duijn         | Svizzera      | 1'59"04 |      |
| 20   | 4        | 7      | Bence Pulai            | Ungheria      | 1'59"66 |      |
| 21   | 1        | 6      | Sindri Jakobsson       | Norvegia      | 1'59"80 |      |
| 22   | 1        | 5      | Jesper Bjoerk          | Svezia        | 2'00"01 |      |
| 23   | 2        | 8      | Paul Lemaire           | Francia       | 2'00"09 |      |
| 24   | 2        | 1      | Brendan Hyland         | Irlanda       | 2'00"09 |      |
| 24   | 4        | 8      | Pedro Oliveira         | Portogallo    | 2'00"09 |      |
| 26   | 3        | 0      | Nuno Quintanilha       | Portogallo    | 2'00"83 |      |
| 27   | 2        | 2      | Tom Kremer             | Israele       | 2'01"07 |      |
| 28   | 4        | 9      | Jan Šefl               | Rep. Ceca     | 2'01"60 |      |
| 29   | 3        | 8      | Thomas Vilaceca        | Francia       | 2'01"69 |      |
| 30   | 2        | 9      | Filip Milcevic         | Austria       | 2'02"67 |      |
| 31   | 1        | 3      | Tomas Havránek         | Rep. Ceca     | 2'02"82 |      |
| 32   | 1        | 2      | Etay Gurevich          | Israele       | 2'03"10 |      |
| 33   | 1        | 1      | Teimuraz Kobakhidze    | Georgia       | 2'03"77 |      |
| 34   | 1        | 7      | Nikola Dimitrov        | Bulgaria      | 2'05"49 |      |
| —    | 3        | 1      | Simon Sjödin           | Svezia        |         | DNS  |
| —    | 3        | 9      | Jay Lelliott           | Gran Bretagna |         | DNS  |
| —    | 4        | 2      | Roberto Pavoni         | Gran Bretagna |         | DNS  |

### Semifinali

#### Semifinali 1
| Pos. | Corsia | Atleta              | Nazione       | Tempo   | Note |
| ---- | ------ | ------------------- | ------------- | ------- | ---- |
| 1    | 5      | Louis Croenen       | Belgio        | 1'56"46 | Q    |
| 2    | 4      | Evgeni Koptelov     | Russia        | 1'56"74 | Q    |
| 3    | 3      | Matteo Pelizzari    | Italia        | 1'56"78 | Q    |
| 4    | 6      | Stefanos Dmitriadis | Grecia        | 1'57"03 | Q    |
| 5    | 1      | Jordan Coelho       | Francia       | 1'57"52 |      |
| 6    | 8      | Robert Žbogar       | Slovenia      | 1'57"64 |      |
| 7    | 2      | Cameron Brodie      | Gran Bretagna | 1'58"31 |      |
| 8    | 7      | Alexandru Coci      | Romania       | 1'58"42 |      |

#### Semifinali 2
| Pos. | Corsia | Atleta                 | Nazione   | Tempo   | Note |
| ---- | ------ | ---------------------- | --------- | ------- | ---- |
| 1    | 4      | Viktor Bromer          | Danimarca | 1'55"55 | Q    |
| 2    | 1      | Paweł Korzeniowski     | Polonia   | 1'56"43 | Q    |
| 3    | 5      | Bence Biczó            | Ungheria  | 1'56"44 | Q    |
| 4    | 2      | Carlos Peralta Gallego | Spagna    | 1'57"23 | Q    |
| 5    | 3      | Francesco Pavone       | Italia    | 1'57"35 |      |
| 6    | 6      | Aleksandr Kudashev     | Russia    | 1'57"41 |      |
| 7    | 7      | Egon van der Straeten  | Belgio    | 1'58"19 |      |
| 8    | 8      | Konstantinos Markozis  | Grecia    | 1'58"89 |      |

### Finale
| Pos. | Corsia | Atleta                 | Nazione   | Tempo   | Note |
| ---- | ------ | ---------------------- | --------- | ------- | ---- |
|      | 4      | Viktor Bromer          | Danimarca | 1'55"29 |      |
|      | 3      | Bence Biczó            | Ungheria  | 1'55"62 |      |
|      | 5      | Paweł Korzeniowski     | Polonia   | 1'55"74 |      |
| 4    | 6      | Louis Croenen          | Belgio    | 1'56"06 |      |
| 5    | 7      | Matteo Pelizzari       | Italia    | 1'56"72 |      |
| 6    | 8      | Carlos Peralta Gallego | Spagna    | 1'57"01 |      |
| 7    | 1      | Stefanos Dmitriadis    | Grecia    | 1'57"10 |      |
| 8    | 2      | Evgeni Koptelov        | Russia    | 1'57"14 |      |